# Punt de sublimació
El punt de sublimació d'una substància és aquella temperatura a la qual dit compost passa de la fase sòlida a la fase gas directament, sense passar per la fase líquida, mitjançant el mecanisme de sublimació. Alguns sòlids, com el iodo o la quinina, experimenten aquesta transició de fase. Termodinàmicament sol ser una transició favorable a causa del gran increment d'entropia que comporta.